# Peruanisch-portugiesische Beziehungen
Die peruanisch-portugiesischen Beziehungen beschreiben das zwischenstaatliche Verhältnis zwischen Peru und Portugal. Die Länder unterhalten seit 1853 direkte diplomatische Beziehungen. Nach intensiveren Kontakten im 16. und 17. Jahrhundert nahmen die bilateralen Beziehungen erst in den letzten Jahrzehnten wieder an Intensität zu und gelten heute als problemlos und zunehmend freundschaftlich.
Die wichtigsten bilateralen Berührungspunkte sind die gemeinsame Arbeit im Iberoamerika-Gipfel und der Lateinischen Union, und die portugiesische Unterstützung für peruanische Anliegen, etwa der OECD beizutreten oder eine Erweiterung des Schengener Abkommens für peruanische Staatsbürger auszuhandeln.  Zudem hat Peru seit 2021 Beobachterstatus in der Gemeinschaft der Portugiesischsprachigen Länder (CPLP).

## Geschichte
Trotz des portugiesisch-spanischen Vertrages von Tordesillas aus dem Jahr 1494 versuchten eine Vielzahl portugiesischer Händler, Handwerker, Söldner oder Künstler ihr Glück auch in den Spanien zugeschlagenen Gebieten Südamerikas, so auch in Peru, das für seinen sagenhaften Silberreichtum bekannt war. Einige Bezeichnungen in Peru gehen auf die portugiesische Anwesenheit zurück, etwa La Portuguesa, eine Mine an einem Zufluss des Río Santa, die Portugués genannte Silberader in der Provinz Cajamarca, oder die Portuguesa genannte Erzlinie im Distrikt Chuschi.
Der Portugiese Aleixo Garcia erreichte in den 1520er Jahren als erster Europäer das Inkareich, allerdings im Dienste der spanischen Krone.

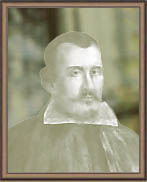
António de Leão Pinelo (spanisch Antonio de León Pinelo)

1620 erschien das anonym veröffentlichte, vom portugiesischen Autor Pedro Leão Portocarro stammende Buch Descrición General del Piru, em Particular de Lima. Geschrieben auf Kastilisch, jedoch von zahlreichen Portugalismen durchsetzt, enthält das Werk ausführliche geografische, ökonomische und gesellschaftliche Beschreibungen. Es ist damit eine bedeutende Quelle über das Peru des 17. Jahrhunderts.
António de Leão Pinelo (ca. 1595–1660), Sohn des Portugiesen Diogo Lopes de Lisboa, lebte Anfang des 17. Jahrhunderts in Lima. Er war Offizier des Consejo de Indias in Madrid und stieg bis zum Relator del Supremo y Real Consejo de Indias auf. Er hinterließ eine Reihe bedeutender historiografischer Schriften, darunter Epitome de la Biblioteca Oriental i Occidental, Nautica y Geografica, 1629 in Madrid von Juan González verlegt. In dem Werk erwähnt Pinelo auch lobend den portugiesischen Dichter Luís de Camões.
In der zweiten Hälfte des 16. Jahrhunderts kamen eine Vielzahl Portugiesen nach Peru. In Pillpinto, einem Dorf am Río Apurímac nahe Cuzco, kursiert bis heute unter den Bewohnern die Geschichte, dass das Dorf in kolonialen Zeiten lange Jahre von blonden portugiesischen Händlern mit grünen Augen bewohnt wurde. In Perus Hauptstadt Lima war die Hauptgeschäftsstraße Calle de los Mercaderes von portugiesischen Händlern geprägt, bis diese nach der Grande Cumplicidade 1659 verschwanden.
Das 1821 von Spanien unabhängig gewordene Peru und das Königreich Portugal, das 1822 mit Perus Nachbarland Brasilien seine größte Kolonie verloren hatte, gingen 1853 mit einem Handels- und Schifffahrtsabkommen (spanisch: Tratado de comercio y navegación) erste diplomatische Beziehungen ein. Die bilateralen Beziehungen intensivierten sich seither nur langsam. Im Jahr 1945 eröffnete Portugal eine eigene ständige Botschaft in Lima. Seit 1991 arbeiten Peru und Portugal im Rahmen des Iberoamerika-Gipfels zusammen.

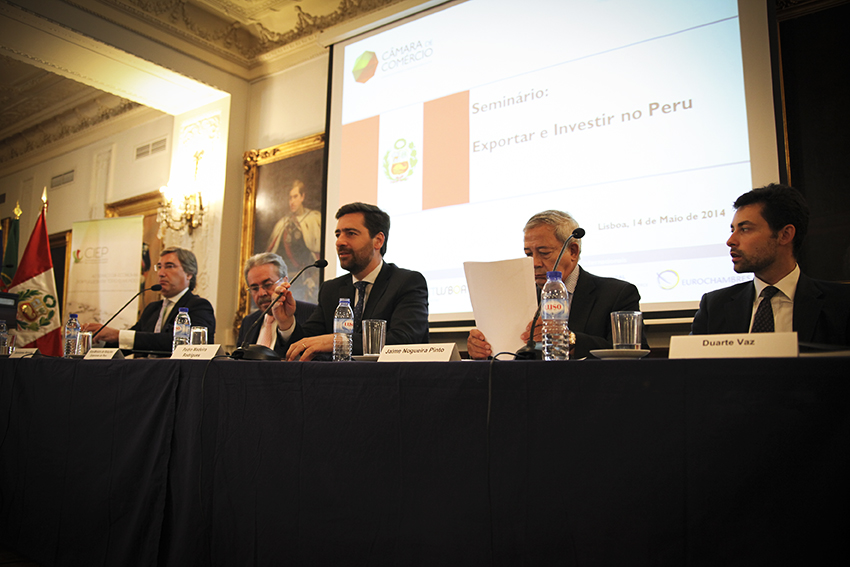
Perus Vize-Außenminister Fernando Rojas Samanez auf Staatsbesuch in Portugal (2011)

Seit den 2010er Jahren rückten beide Länder weiter zusammen. Eine Reihe gegenseitiger Staatsbesuche auf verschiedenen Ebenen fanden statt. Portugal gehört heute zu den Unterstützern Perus bei verschiedenen Vorhaben wie dem angestrebten peruanischen OECD-Beitritt oder bei den verschiedenen Vertragsverhandlungen Perus mit der EU. Im Frühjahr 2013 schlossen die beiden Länder bereits ein Luftfahrtabkommen ab. Perus Präsident Pedro Pablo Kuczynski und Portugals Präsident Marcelo Rebelo de Sousa erörterten beim 25. Iberoamerika-Gipfel 2016 im kolumbianischen Cartagena bilaterale Fragen.

## Diplomatie
Als erster ständiger Botschafter Portugals in Peru akkreditierte sich am 15. November 1945 António José Alves Júnior. Die Botschaft Portugals in der Hauptstadt Lima residiert in der Avenida Pardo y Aliaga Nr. 640, im Stadtbezirk San Isidro. Ein portugiesisches Honorarkonsulat besteht zudem in Cusco.
Die peruanische Botschaft in Portugal ist in der Rua Castilho Nr. 50 in der Hauptstadt Lissabon untergebracht. Zudem unterhält Peru ein Honorarkonsulat in der nordportugiesischen Stadt Porto.

## Wirtschaft

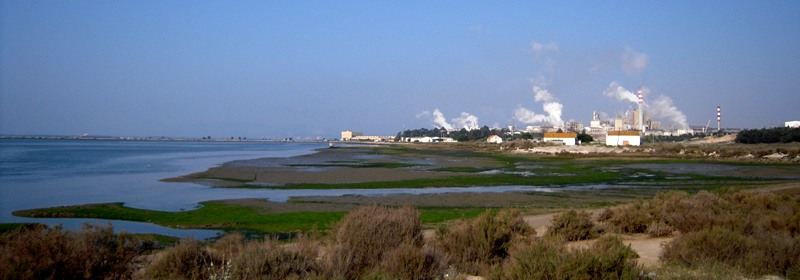
Papierfabrik der Portucel Soporcel in Setúbal: Papier und Zellstoff sind die bedeutendsten Exportartikel Portugals nach Peru

Für portugiesische Investoren ist Peru zunehmend attraktiv, wenngleich die Wirtschaftsbeziehungen sich noch in einem Anfangsstadium befinden. Peru gilt für Portugal in dem Zusammenhang als politisch stabiles Land, das Rechtssicherheit und eine berechenbare Steuerpolitik bietet.
Die portugiesische Außenhandelskammer AICEP unterhält bereits ein Kontaktbüro an der portugiesischen Botschaft in Lima.
Im Jahr 2016 exportierte Portugal Waren im Wert von 32,2 Mio. Euro nach Peru (2015: 34,2 Mio.; 2014: 30,3 Mio.; 2013: 28,6 Mio.; 2012: 24,00 Mio.), davon 32,3 % Papier und Zellulose, 24,5 % Maschinen und Geräte, 9,3 % Metalle und 7,4 % chemisch-pharmazeutische Produkte. Im gleichen Zeitraum lieferte Peru Waren im Wert von 22,9 Mio. Euro an Portugal (2015: 25,1 Mio.; 2014: 14,9 Mio.; 2013: 18,9 Mio.; 2012: 24,5 Mio.), davon 39,2 % landwirtschaftliche Erzeugnisse, 35,6 % Metalle, 19,3 % chemisch-pharmazeutische Produkte und 2,5 % Lebensmittel. Damit stand Peru für den portugiesischen Außenhandel an 65. Stelle als Abnehmer und an 78. Stelle als Lieferant. Im peruanischen Außenhandel stand Portugal damit an 50. Stelle unter den Abnehmern und an 46. Stelle unter den Lieferanten.

## Kultur

### Institutionen
Am 1. September 1977 schlossen Portugal und Peru in Lissabon ein erstes bilaterales Kulturabkommen, das am 6. September 1978 in Portugal in Kraft trat.
Das portugiesische Kulturinstitut Instituto Camões ist in der peruanischen Hauptstadt Lima in kleineren Kooperationen engagiert, bisher aber weder mit einer eigenen Niederlassung noch mit Lektoraten oder anderen Projekte präsent.

### Film
Beim Kurzfilmfestival FIKE im portugiesischen Évora wurde der Film The silence of the river der peruanischen Regisseurin Francesca Canepa 2021 für die beste Kameraarbeit ausgezeichnet.
Nur gelegentlich kommt es zu Kooperationen zwischen dem Peruanischen und dem Portugiesischen Kino. Der prämierte Dokumentarfilm La memoria de las mariposas von 2025 gehört dazu.

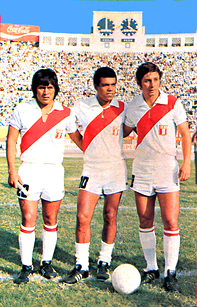
Teófilo Cubillas (Mitte) im peruanischen Nationaltrikot (1973)

## Sport
Die peruanische Fußballnationalmannschaft und die portugiesische Fußballnationalmannschaft spielten bisher noch nicht gegeneinander (Stand Juli 2021).
Der peruanische Nationalspieler Luis Emilio de Souza Ferreira Huby (1908–2008) stammte von portugiesischen Einwanderern ab.
Einige peruanische Fußballer spielten auch für portugiesische Klubs, etwa Teófilo Cubillas, der 1974–1976 beim FC Porto unter Vertrag stand, oder Nationalspieler Abel Lobatón, der 2004–2005 für Marítimo Funchal auflief, wo auch Perus Nationalspieler Percy Liza 2022/2023 spielte. Nationalspieler Paolo Hurtado spielte zwischen 2012 und 2018 drei Jahre für den FC Paços de Ferreira und zwei Jahre für Vitória Guimarães, Jung-Nationalspieler Wilder Cartagena trat 2014/15 für Vitória Setúbal an. Nationalspieler Sergio Peña war 2018–2019 Spieler beim CD Tondela, Nationalspieler Jesús Castillo unterschrieb 2023 bei Gil Vicente FC.